# Taudactylus pleione
Taudactylus pleione es una especie de anfibio anuro de la familia Myobatrachidae. Se encuentra únicamente en una pequeña zona en el sureste de Gladstone, Queensland (Australia). Se encuentra en peligro crítico de extinción siendo una de los principales motivos la quitridiomicosis.